# Nomenclatura dei cellulari Nokia
La Nokia suddivide i propri cellulari in serie, originariamente composta da una serie di lettere e numeri, e successivamente utilizzando nomi specifici per particolari serie.

## Serie alfanumerica

### Solo cifre
- Serie a tre cifre: include telefoni di fascia bassa, media e alta. La prima cifra indica la fascia di prezzo, la seconda la serie e la terza la variante (es. Nokia 101 e Nokia 770 Internet Tablet)
- Serie 1000: include i cellulari più economici, generalmente commercializzati nei paesi in via di sviluppo
- Serie 2000: come la serie 1000, anche la serie 2000 corrisponde a cellulari economici, ma con funzioni più avanzate, tra cui Bluetooth, fotocamera e A-GPS
- Serie 3000: sono i cellulari di fascia media e sono dedicati ad una utenza giovanile
- Serie 5000: sono simili alla serie 3000, ma con altre funzionalità tra cui XpressMusic e su alcuni il touchscreen
- Serie 6000: cellulari di fascia media con funzioni avanzate, progettati per l'utenza business
- Serie 7000: prevalentemente dedicati ad un'utenza femminile
- Serie 8000: cellulari di fascia alta
- Serie 9000: utilizzata per i cellulari business con marchio Nokia Communicator

### Serie C, E, N, X e T
Cellulari con funzionalità più avanzate vengono inclusi in queste serie:
- Cseries: cellulari alla portata di tutti con particolare attenzione al social networking e all'estetica
- Eseries: cellulari rivolti ad un'utenza business
- Nseries: cellulari con particolare attenzione alla multimedialità. Rivolta ad un pubblico consumer, la Nseries includeva i dispositivi top di gamma Nokia (come prezzo e tecnologia) fino all'arrivo degli smartphone Lumia
- Xseries: cellulari rivolti ad un pubblico giovanile con particolare attenzione alla musica e all'intrattenimento con tasti dedicati
- Tseries: cellulari basati sulla Nseries, differivano da questi ultimi per alcune caratteristiche. Erano venduti solo per il mercato asiatico e fu prodotto solo un modello, il Nokia T7

Nella Cseries e della Xseries il numero del modello è composto da una sola cifra e indica la fascia del modello, ovvero più è alto il numero più funzioni ha il modello e più alto è il prezzo. Con il lancio del Nokia N8 e dell'E7, la stessa nomenclatura viene applicata anche per la Nseries e la Eseries.

## Altra nomenclatura
Alcuni dispositivi sono caratterizzati da un marchio dopo il codice del modello. Sono inseriti i marchi utilizzati per più modelli, quelli utilizzati per un solo modello o che rappresentano varianti di modelli non sono inseriti:
- Communicator: sono cellulari con apertura a libro rivolti a un pubblico business: chiusi sono normali cellulari con tastiera alfanumerica, aperti sono dei dispositivi con tastiera QWERTY e grande schermo. Questi cellulari fanno parte della serie 9000, eccetto l'ultimo modello, l'E90, che fa parte della Eseries.
- Prism: hanno la tastiera composta da tasti a forma di rombo e il retro composto da rombi.
- Supernova: presentano peculiarità come tastierino alfanumerico piatto o schermo che può fungere da specchio quando è spento.
- L'amour: sono cellulari con colorazioni rosee e decorazioni floreali.
- Classic: cellulari di fascia media, alcuni hanno sistema operativo Symbian S60 e un design essenziale.
- Navigator: cellulari specializzati nella navigazione satellitare. Includono un A-GPS, mappe precaricate e la licenza di navigazione gratuita. Fanno parte tutti della serie 6000. Un marchio simile è Navigation Edition, utilizzato limitatamente al modello Nokia 2710.
- Touch and Type: cellulari di tipo candybar con tastiera alfanumerica e schermo touch screen.
- XpressMusic: cellulari specializzati nella riproduzione della musica. Tutti questi modelli fanno parte della serie 5000, ad eccezione del 3250. A settembre del 2009 il marchio XpressMusic è stato sostituito dalla Xseries.
- Lumia: indica cellulari rivolti a pubblico consumer, hanno come sistema operativo Windows Phone.
- Asha: cellulari di fascia bassa, rivolti principalmente ad un pubblico giovane. Sono anche presenti modelli Dual Sim.
- Oro: ha la particolarità di essere rivestito di oro 18 carati, cristalli di zaffiro e scocca posteriore di cuoio Caledonian.

## Eccezioni
- Il Nokia N-Gage non fa parte di nessuna delle serie elencate. Si tratta di un cellulare che svolge anche la funzionalità di console portatile per videogiochi.
- I primi telefoni Nokia, prodotti fino al 2000, caratterizzati da un design a mattone e forniti di un display monocromatico, erano distinti da soli numeri che non li fanno rientrare nei precedenti criteri di classificazione: ad esempio il Nokia 8210 fu prodotto nel 1999 e non è collegato ai cellulari della serie 8000.

### Galleria d'immagini

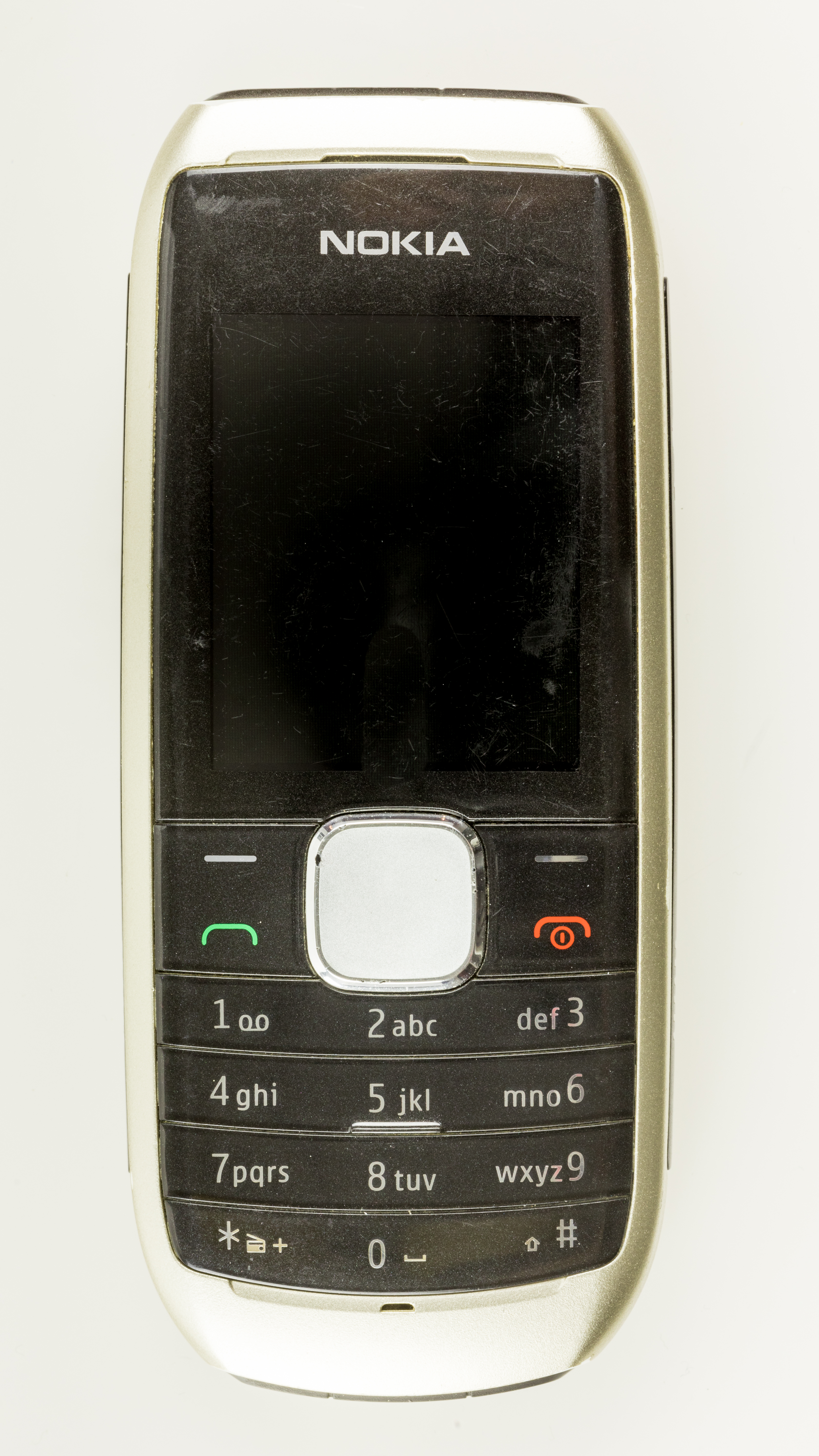
Nokia 1800, della serie 1000
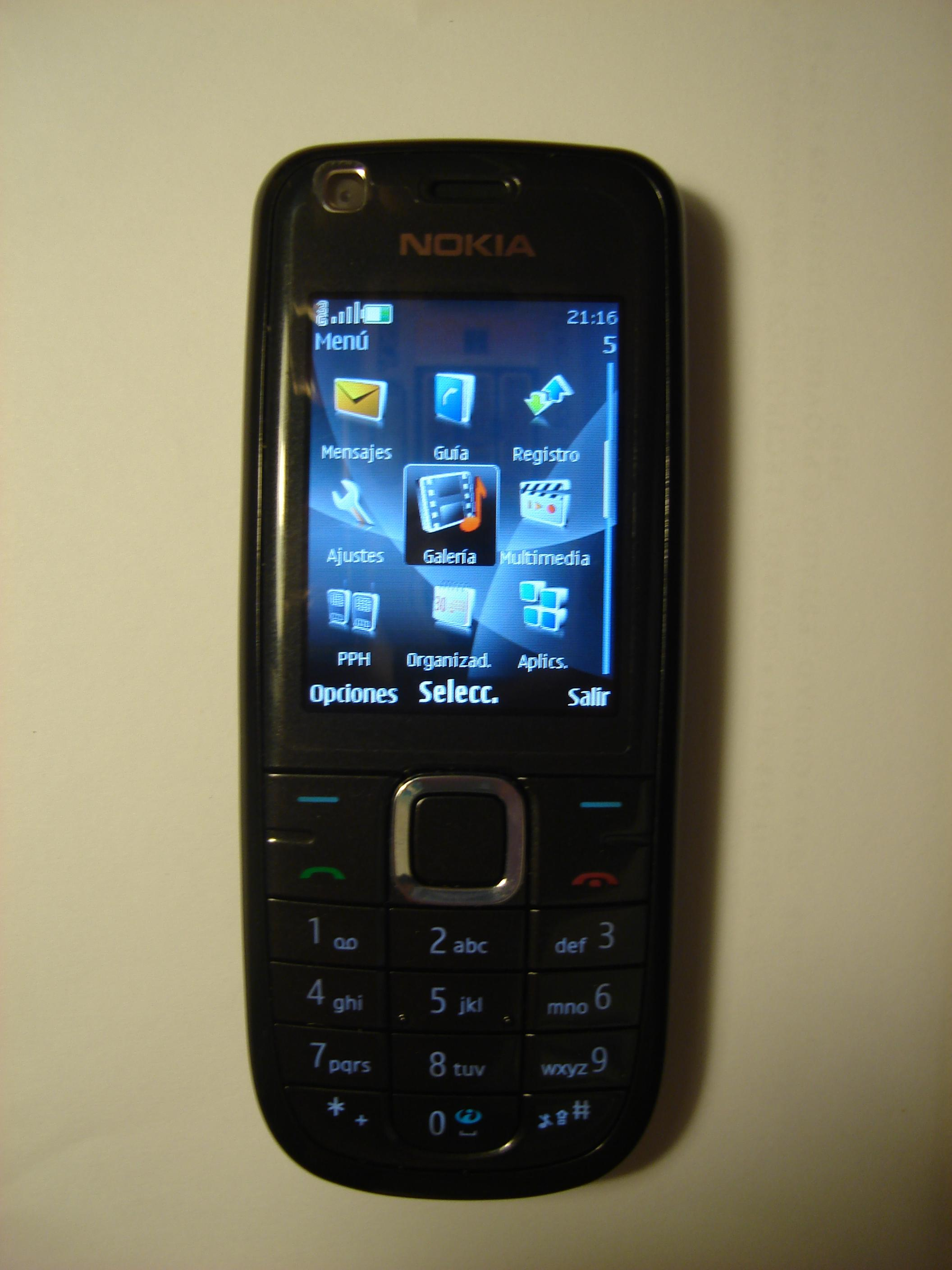
Nokia 3120, della serie 3000
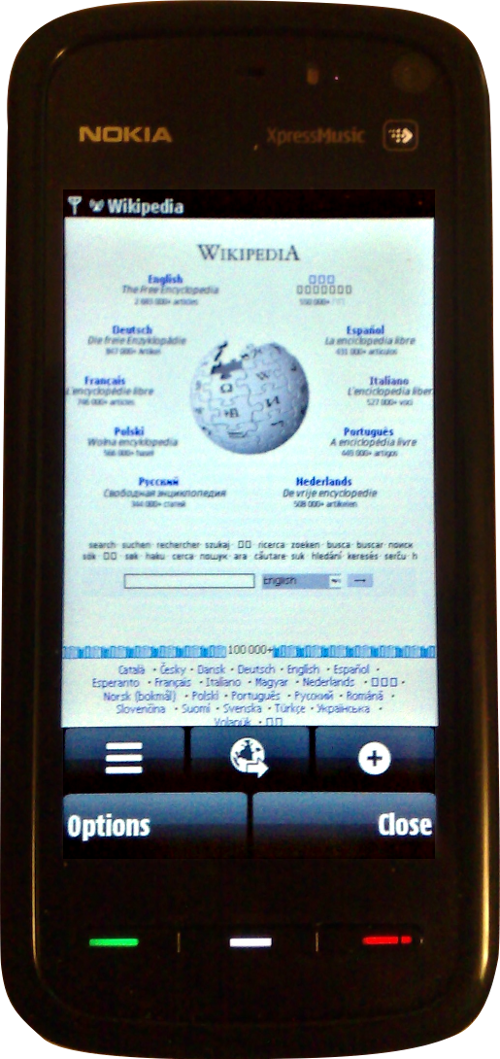
Nokia 5800 XpressMusic, della serie 5000
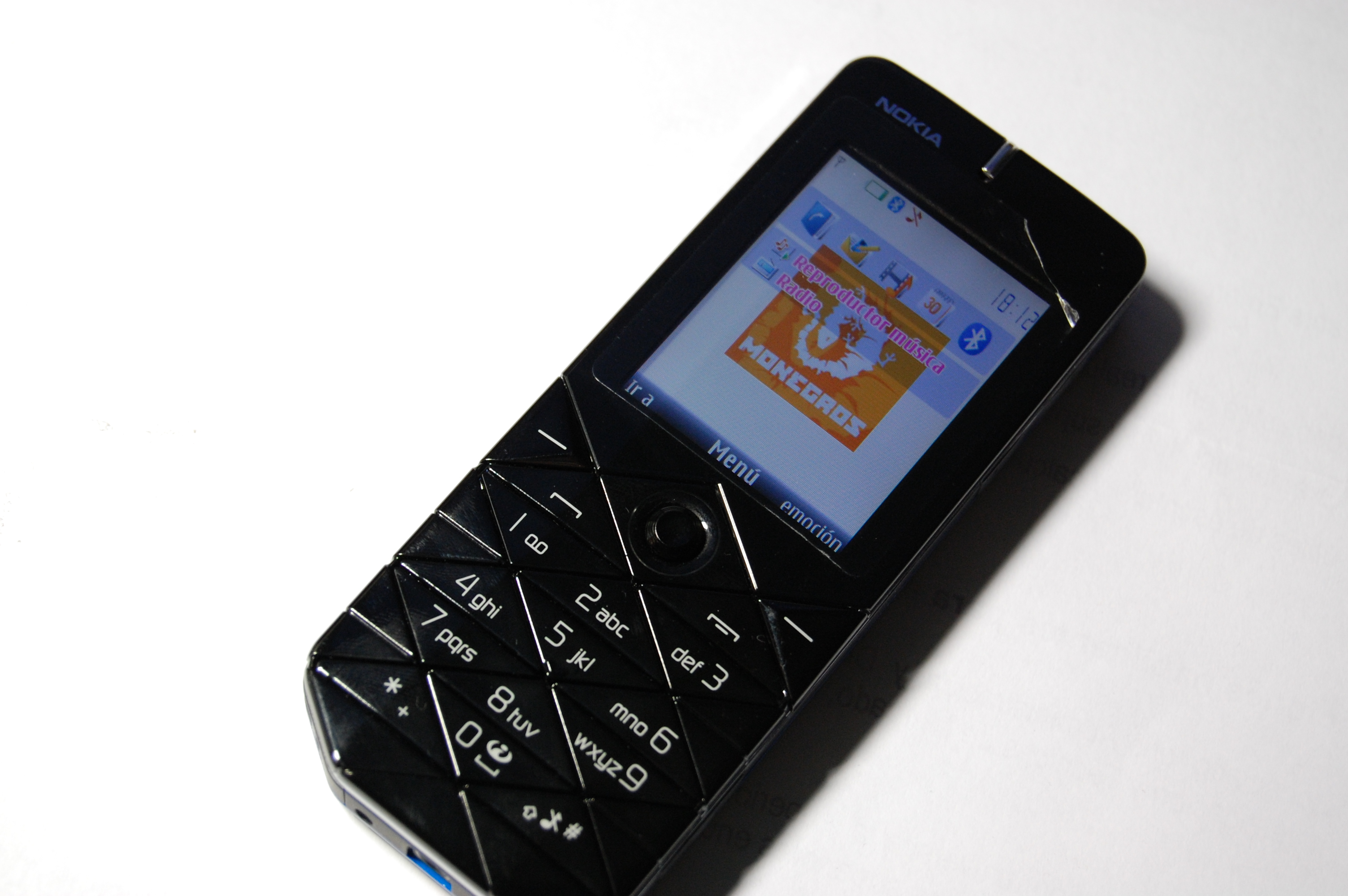
Nokia 7500 Prism, della serie 7000
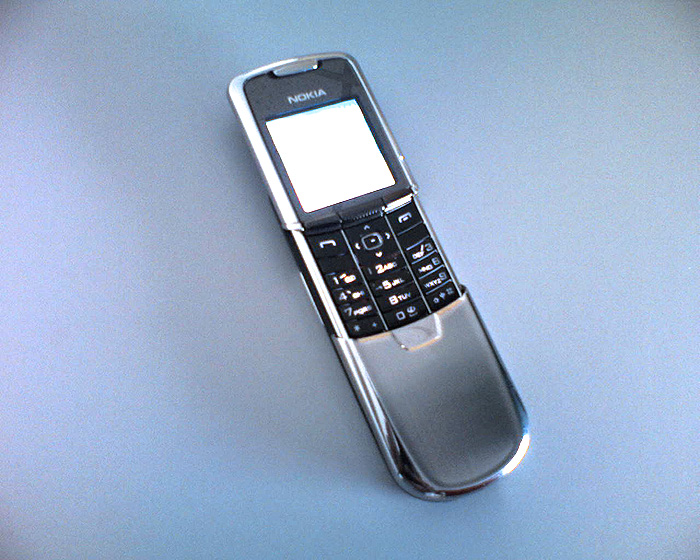
Nokia 8800, della serie 8000
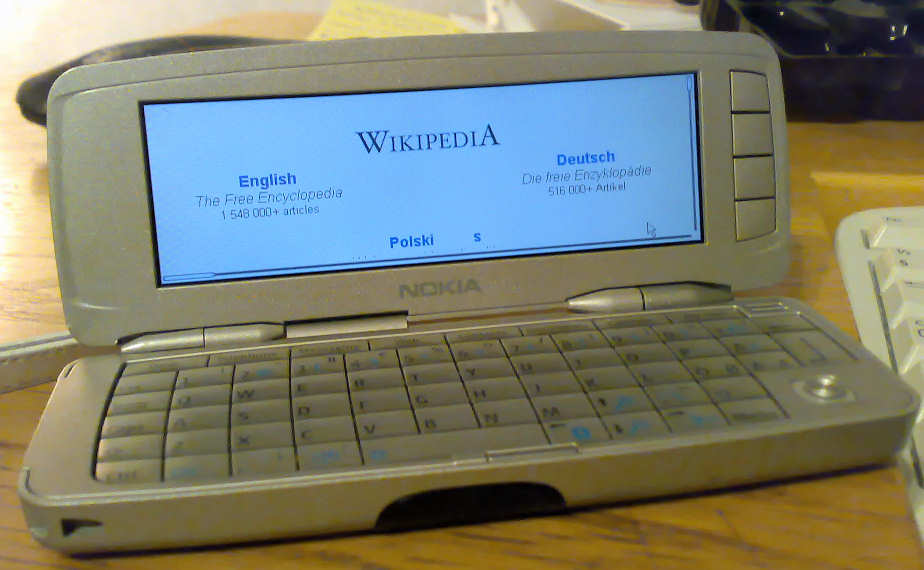
Nokia 9300, della serie 9000
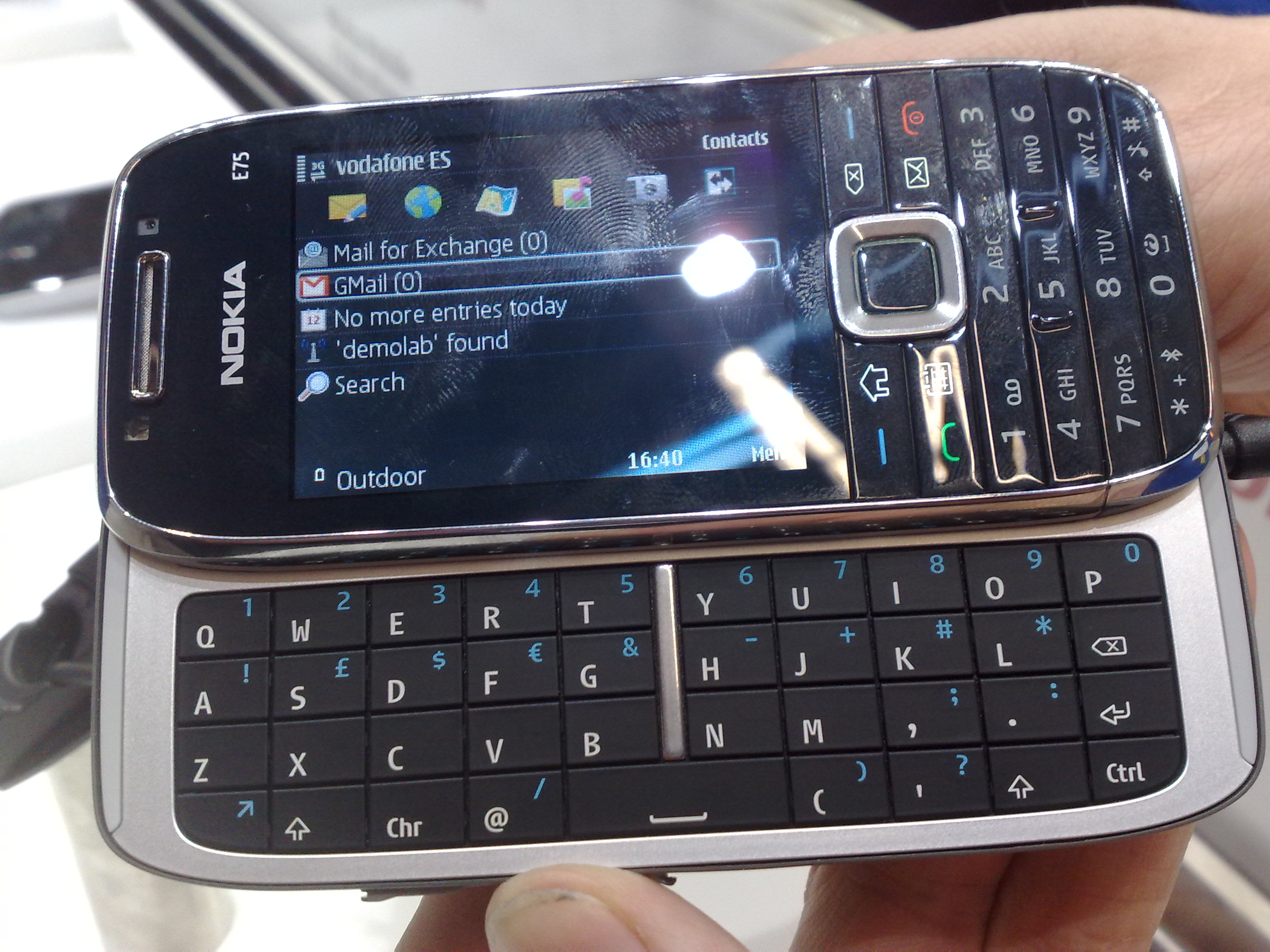
Nokia E75, della Eseries
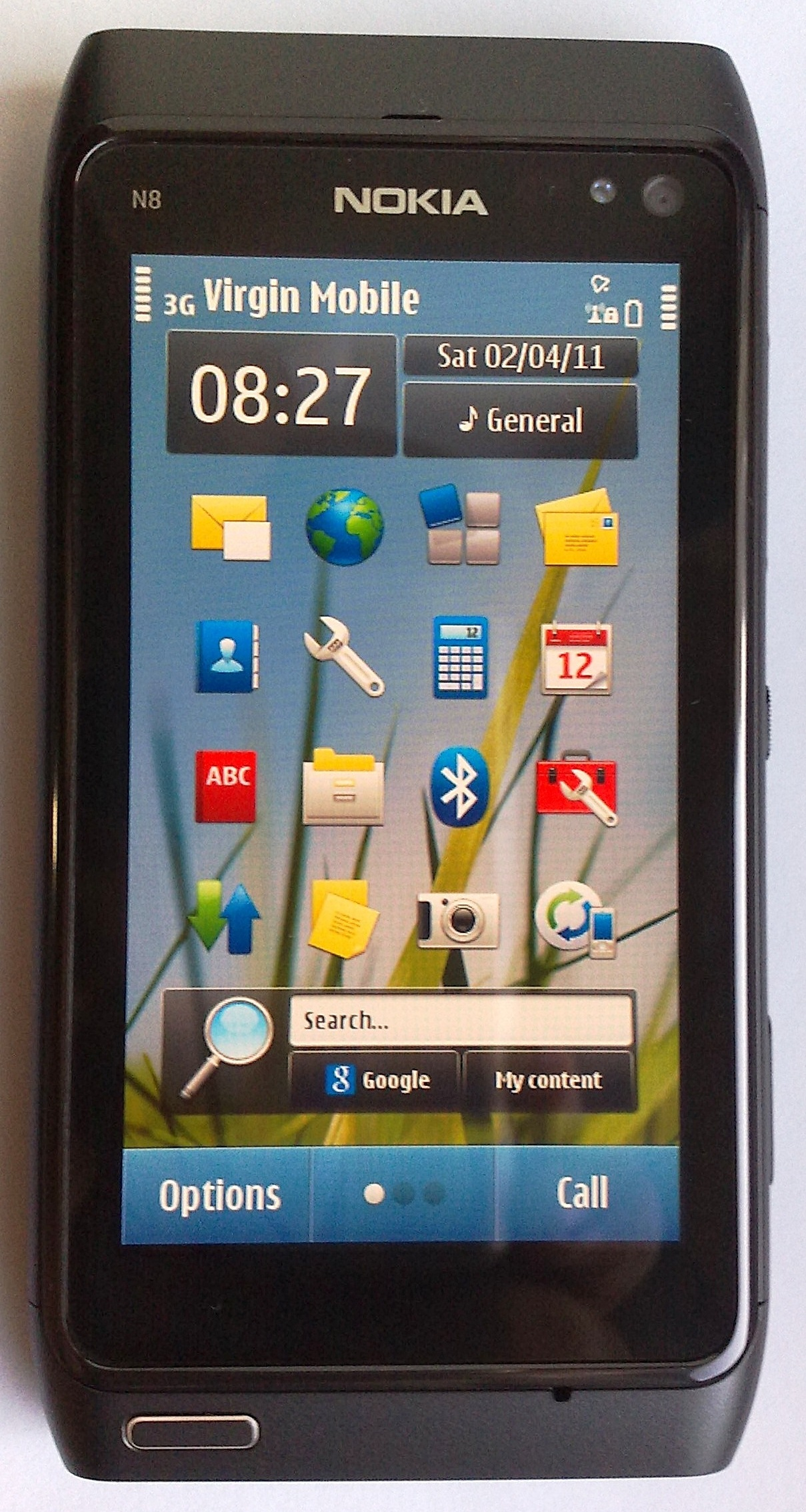
Nokia N8, della Nseries
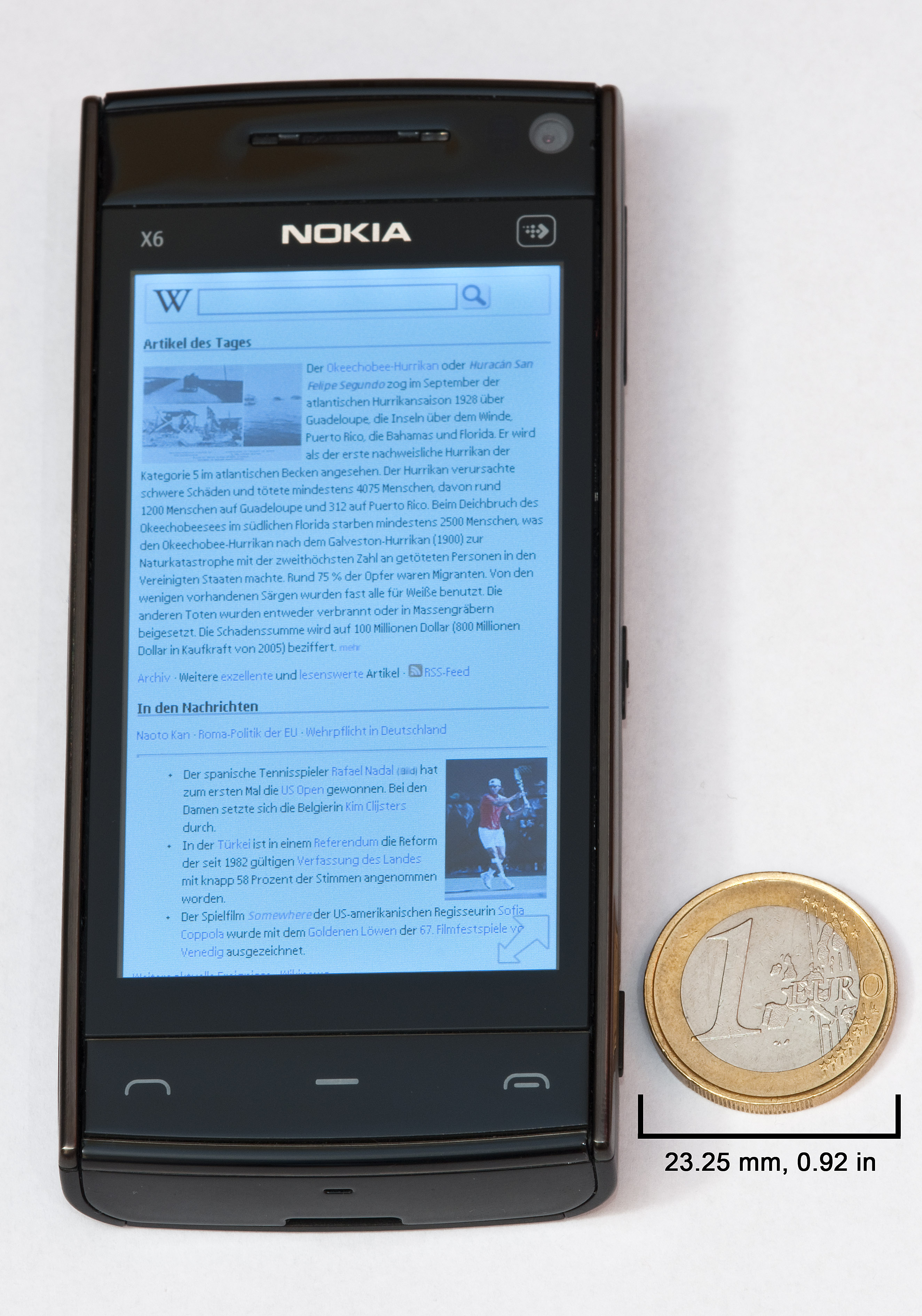
Nokia X6, della Xseries
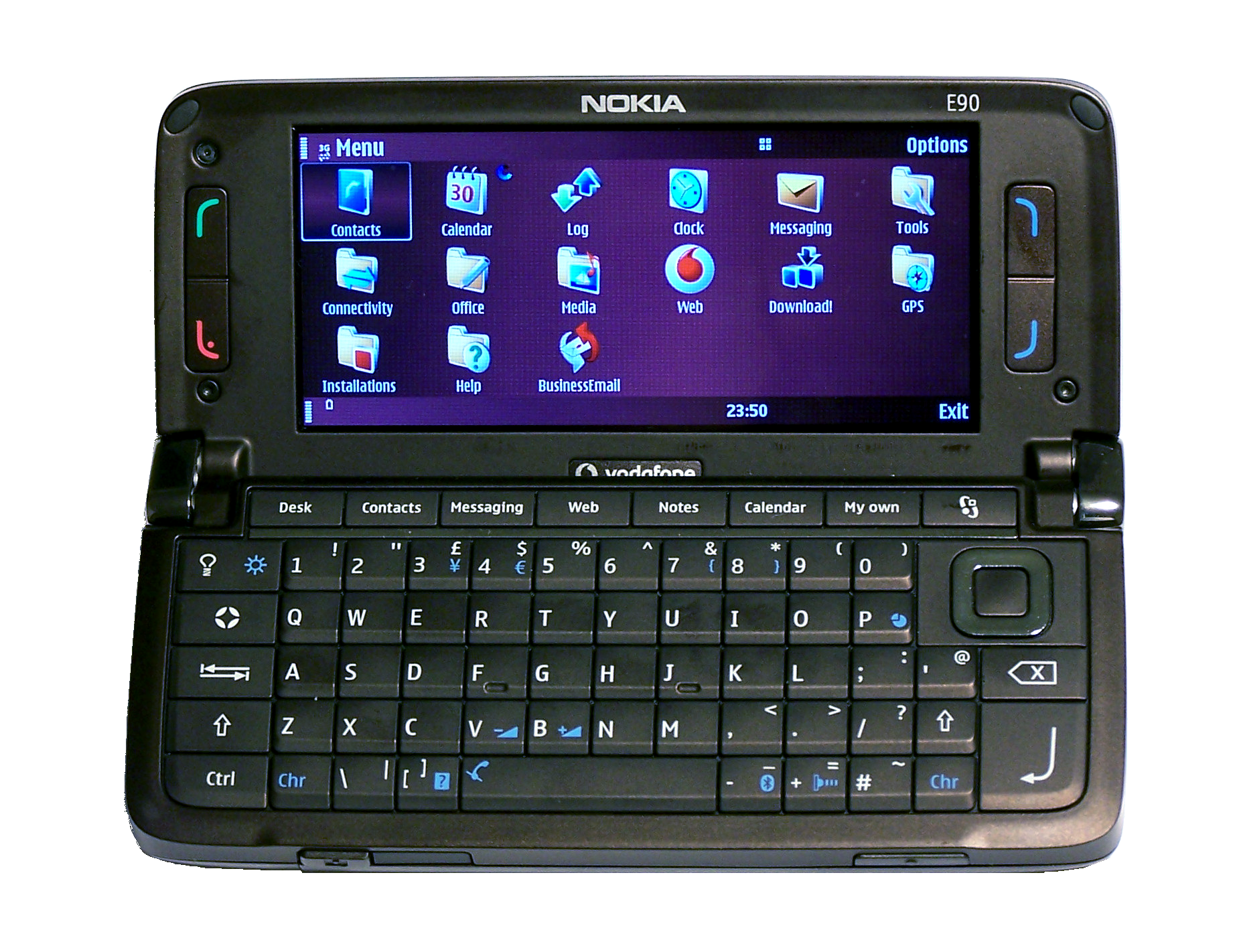
Nokia E90, esempio di Nokia con marchio Communicator
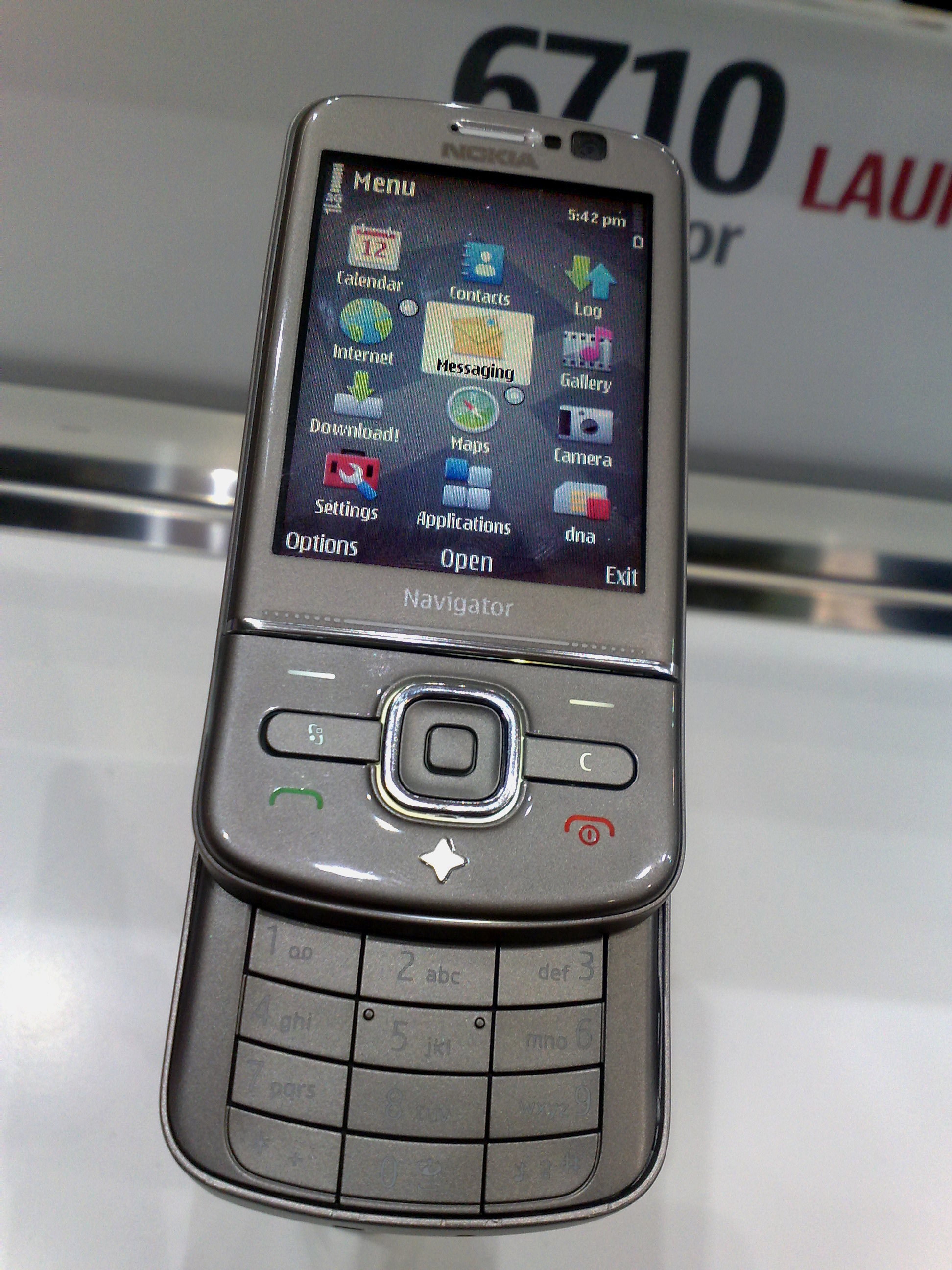
Nokia 6710, esempio di Nokia con marchio Navigator
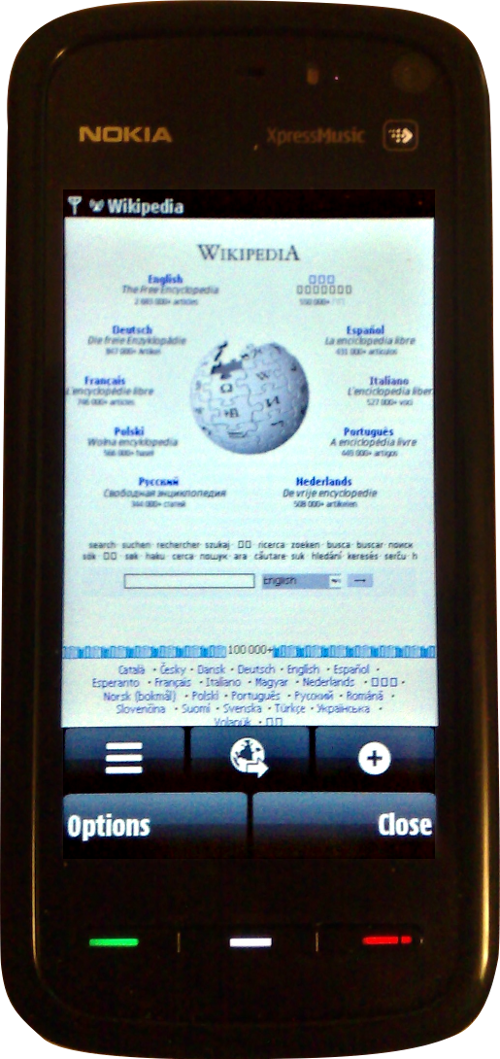
Nokia 5800, esempio di Nokia con marchio XpressMusic